# Geschiedenis van Spanje
Dit artikel geeft een overzicht van de geschiedenis van Spanje.

## Prehistorie
Hoewel het waarschijnlijk is dat Homo erectus ook in Spanje geleefd heeft zijn daar nog geen bewijzen voor gevonden. In Atapuerca in de buurt van Burgos werden de oudste fossielen van de vroege mens (geslacht Homo) in Europa ontdekt: Homo antecessor van ca. 780.000 jaar geleden. Vanaf de Saalien-ijstijd zo'n 250.000 jaar geleden leefden de neanderthalers in Spanje. De eerste vroege moderne mensen vestigden zich aan het eind van de laatste ijstijd vanuit Zuid-Frankrijk waarna de neanderthalers geleidelijk verdreven werden of uitstierven. Ondanks de nabijheid van Afrika lijken de vroegste migraties niet via de Straat van Gibraltar plaatsgevonden te hebben, maar via de noordelijke Middellandse-zeekust.
In de tijd van de beroemde grotschilderingen in Lascaux, Frankrijk, leefden er soortgelijke kunstenaars in de omgeving van de havenstad Santander. Zij schiepen de al even beroemde schilderingen in de grotten van Altamira (een replica ervan is nog steeds te bezichtigen), die enkele kleinere zusjes hebben in Puente Viesgo en Cantabrië. Recent werden ook in de grotten van Nerja schilderingen gedateerd op 42.000 jaar oud, wat hen tot de oudste ter wereld zou maken.

### Neolithicum
Met het verschijnen in het 6e millennium v.Chr. van het La Almagra-aardewerk in Zuid-Spanje en omstreeks 5.500 v.Chr. de impressokeramiek in West-Spanje begint het neolithicum met de eerste landbouwers.

### Koper- en Bronstijd
Spanje, en dan vooral het zuiden ervan, is zeer rijk aan allerlei waardevolle ertsen zoals ijzer, koper, kwik, zilver en goud. Al in de vroege kopertijd, rond 4000 v.Chr. werden er kopermijnen aangelegd en dat breidde zich in de loop der eeuwen uit tot andere metalen.
Een van de oudste ommuurde nederzettingen in Spanje werd gevonden bij Los Millares, gedateerd op ± 3200 v.Chr. In El Argar vormde zich onder Centraal-Europese invloed de eerste Bronstijdcultuur van Spanje. Het schiereiland werd deel van de Atlantische bronstijd.
Spanje kende meerdere opeenvolgende lokale culturen in de bronstijd, de eerst twee genoemd naar de vindplaatsen. Dit zijn:
- 3200 tot 2250 v.Chr.: Los Millares
- 2200 tot 1500 v.Chr.: El Argarcultuur
- 1000 BC (daarna samensmelting met Feniciërs): Iberische cultuur

## Oudheid
Dit is de periode waarvoor er schriftelijke bronnen zijn.

### Feniciërs, Grieken en Keltiberiërs
De eerste bekende beschaving die zich vestigde in het gebied van het huidige Andalusië aan het eind van de Bronstijd rond het jaar 1000 v.Chr. was de Fenicische. Vanuit hun belangrijkste havens Tyrus en Sidon stichtten zij o.a. de kolonie Gades. Deze Feniciërs gaven, volgens de meest geaccepteerde theorie, de naam Spanje aan dit schiereiland. In het Fenicisch betekende deze naam "Kust der konijnen". De Feniciërs troffen een reeds ontwikkelde Iberische cultuur aan, die omstreeks 1000 BC is ontstaan. Dit was, zoals de Grieken het noemden, de mythische stadstaat en koninkrijk Tartessos. Volgens de Griekse geschiedschrijver Herodotos hadden Griekse zeevaarders contacten met Tartessos en vestigden zich ook Griekse kolonisten in het Tartessische gebied in Zuid-Spanje wat ongeveer het huidige Andalusië omvatte. Volgens enkele vermeldingen bij schrijvers uit de oudheid zou de stad Malaga door Grieken zijn gesticht maar archeologische bewijzen daarvoor zijn tot op heden nog niet gevonden. Tartessos (de latere Romeinen noemden de stad Tartessus) werd waarschijnlijk rond 500 v.Chr. vernietigd door de oorspronkelijk Fenicische kolonie en stadstaat Carthago. De invloed van Carthago op haar beurt ging verloren door de voor hen ongelukkige afloop van de Punische oorlogen tegen de Romeinen. Er trad ook vermenging op met Grieken, afkomstig meest uit de omgeving van de Griekse stad Massilia in de Provence, die vooral het noordoosten van Spanje koloniseerden en met Kelten die ± 900-600 v.Chr. vanuit Midden-Europa over de Pyreneeën het noorden van Spanje binnentrokken.
Er ontstond een mengvorm van Kelten en Iberiërs, de Keltiberiërs. In het Parque natural de Arribes del Duero zijn onder andere "verracos", "castros", en "estellas" van deze bevolkingsgroep te zien.
Galicië en Asturië is de regio van de castrocultuur.

### Romeinse periode

De Romeinse verovering van Hispania in fasen.

Onder leiding van Scipio Africanus vielen de Romeinen in 206 v.Chr. tijdens de Tweede Punische Oorlog, Spanje binnen. Met de Keltiberiërs in Centraal Spanje, alsmede met de stammen in het noorden en noordwesten had Rome nog een tiental jaren te strijden voordat deze definitief onderworpen waren. Na het Beleg en de val van Numantia in 133 v.Chr. was alle weerstand definitief gebroken. De verdere uiteindelijke verovering van het gehele Iberische Schiereiland verliep moeizaam; het duurde van 220 tot 19 v.Chr. eer alle uithoeken door de Romeinen waren onderworpen. Hispania werd aanvankelijk opgedeeld in twee provinciae: Citerior en Ulterior, in 27 v.Chr., ten tijde van keizer Augustus, heringedeeld tot Hispania Tarraconensis (hoofdstad Tarraco (Tarragona)), Hispania Lusitania (hoofdstad Emerita Augusta (Mérida)) en Hispania Baetica (hoofdstad Corduba (Córdoba). Een andere belangrijke stad was Hispalis (Sevilla)), hoofdstad van Hispania Baetica, de belangrijkste en rijkste provincie. De welvaart kwam tot grote bloei, vooral door de exploitatie van vele mijnen.
De Romanisering was in Spanje zeer intens, vandaar ook, dat het Latijn, de grondtaal werd van het tegenwoordig gesproken Spaans. Bijna alle grote schrijvers van het tijdperk na keizer Augustus stammen uit Spanje.
Om de steden met elkaar te verbinden legden de Romeinen wegen aan. De loop van de wegen is tot in deze tijd vrijwel onveranderd gebleven. De latere opkomst van Madrid heeft wat afwijkingen in de loop veroorzaakt. Toletum was in de Romeinse tijd een knooppunt van wegen. Er ontstonden nieuwe steden o.a. León.
Scipio stichtte in 206 v.Chr. eveneens de stad Itálica. Deze stad bracht onder andere de keizers Trajanus en Hadrianus voort, wat gepaard ging met een stevige Spaanse vertegenwoordiging in de Romeinse Senaat. Julius Caesar, die later beroemd zou worden als veroveraar van Gallië, werd in 61 v.Chr. gouverneur van Hispania Ulterior.

### Periode van volksverhuizingen
In de 3e eeuw maakte het Romeinse Rijk een ernstige crisis door. Ook de Spaanse provincies werden hierdoor getroffen. Germaanse plunderaars bereikten het Iberische eiland en de handel en welvaart liepen sterk terug. Het was een voorbode van wat het rijk in de 5e eeuw stond te wachten. Onder het Dominaat en Tetrarchie in de 4e eeuw keerde de rust terug en herstelde de provincie van de opgelopen schade. In 395 werd het Rijk opgedeeld in tweeën en werd Spanje bij het westelijke deel gevoegd. 
Begin 5e eeuw maakte het Romeinse Rijk opnieuw zware tijden door. Zowel het oostelijk als westelijk deel werd bedreigd door barbaarse volken. In 405 trokken na de Rijnoversteek verschillende Germaanse stammen door Gallië en drongen vanaf 409 Spanje binnen. De stammen die Spanje bereikten waren de Sueven, de Vandalen (onderverdeeld in Silingen en Asdingen), en de niet-Germaanse Alanen. Hun invloed nam toe toen door de burgeroorlog het Romeinse leger grotendeels aan Spanje onttrokken werd. Een Gotische leger herstelde in 418 het Romeins gezag.
Van de nieuw gekomen volken kregen de Vandaalse Asdingen de status van foederati van de Romeinen en werden in het noordwesten van Spanje een belangrijke macht. Zij probeerde vaste voet in Andalusië te krijgen en versloegen in 422 het Romeinse leger in Spanje, daarna veroverden ze Carthagena. Hier bouwden zij een vloot en veroverden de Balearen. In 429 gingen zij scheeps onder leiding van hun koning Geiserik naar Noord-Afrika. Na hun vertrek vulden de Sueven de leemte op die de Vandalen in Spanje achterlieten. In de regio Galicië (Spanje) met Braga (stad) als hoofdstad breidden zij gestaag hun macht uit. Vanaf 438, onder leiding van Rechila, veroverden zij steeds meer land op de Romeinen. Een Gotische leger herstelde in 456 opnieuw het Romeins gezag door de Sueven te verslaan.

## Middeleeuwen

### Vroege middeleeuwen

#### Visigoten
Na de verloren Vandaalse oorlog in 468 verdween de Romeinse macht in het westen in een rap tempo. De Visigoten die meerdere keren militaire taken voor de Romeinen in Spanje hadden verricht verkregen de overhand en sindsdien speelden de Sueven slechts een marginale rol. Dit betekende echter niet dat Spanje nu rechtstreeks onder Gotisch bestuur viel. Het Iberische schiereiland herbergde namelijk tal van autonome spelers zoals de grote steden, de Basken in het noorden en zelfstandige spelers als Burdunellus, waarmee de Goten strijd voerden.  De hoofdstad van de Visigoten was aanvankelijk Toulouse (Tolosa) in het huidige Zuid-Frankrijk, maar door de Visigotische nederlaag tegen de Franken in de Slag bij Vouillé (507) werd deze verplaatst naar Toledo (Toletum) in Zuid-Spanje en sindsdien verstevigden zij hun machtspositie op het Iberische schiereiland.
Halverwege de 6e eeuw raakten de Visigoten in oorlog met het Oost-Romeinse Rijk. In 554 veroverden deze onder leiding van Belisarius de Spaanse zuidkust en stichtten een Byzantijnse  provincie, Spania. Ten tijde van de koningen Athanagild en Leovigild verzwakte de Byzantijnse macht en werd Spania beetje bij beetje heroverd. 
Onder Sisebut en ten slotte onder Swinthila (in 624) kwam de hele provincie, met uitzondering van de Balearen, weer in Visigotische handen.
De Visigoten veroverden ten slotte in 575 ook het Suevenrijk en op Baskenland na heersten zij over het hele Iberische Schiereiland. Ze hingen tot 589 het ariaanse christendom aan, maar bekeerden zich toen tot het katholicisme. De Romeinse grootgrondbezitters werd het grootste deel van hun bezit ontnomen en op hun landerijen werd hun plaats ingenomen door Visigotische edelen. De Romeinse beschaving bleef echter bestaan omdat wel de elite vervangen was maar de Romeinse organisatie intact werd gelaten. Ook de steden behielden de Romeinse organisatie en de kerk behield haar bisschoppen en haar katholieke cultus. De boeren werden, zoals voorheen onder de Romeinen al het geval was, onderdrukt door de edelen en de geestelijken. De bisschoppen met hun jaarlijkse concilies, die als rijksvergaderingen wetgevende macht bezaten, waren machtig en onverdraagzaam tegenover andersdenkenden.
In Toledo is een Visigotisch museum te vinden in een museumkerk in Mérida. Van die tijd zijn weinig sporen meer te zien: wat resten in Toledo, een half kerkje in Burgos (Quintanilla de las Viñas), een icoon van een kerkje in Palencia (Baños de Cerrato, het kerkje van San Juan Bautista uit 661) en een pracht van een heropgebouwde iglesia uit Almendra in Zamora (San Pedro de la Nave in Campillo).

#### Moorse periode

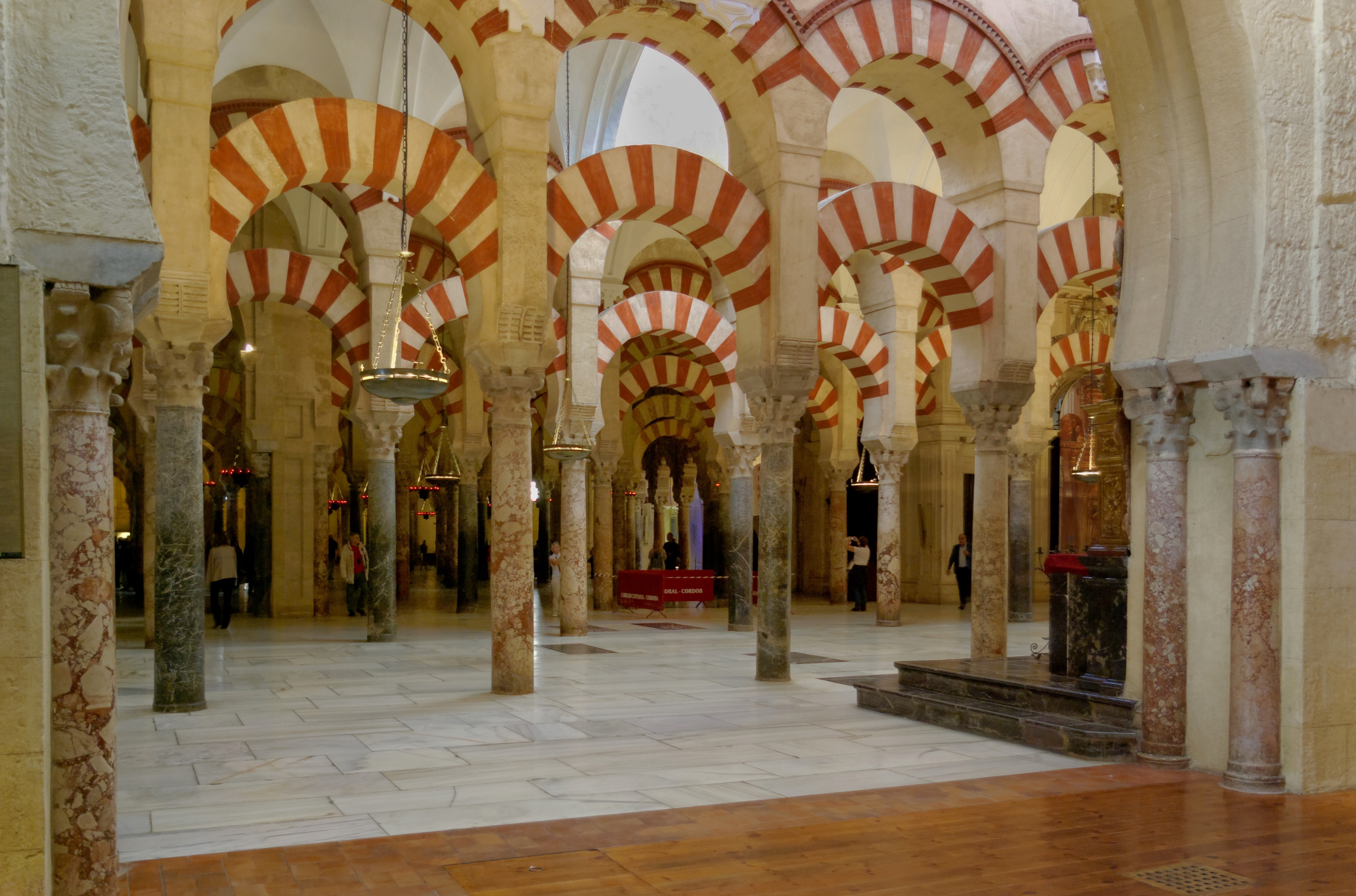
De kathedraal van Córdoba, de Mezquita, is een omgebouwde moskee.

Onderlinge conflicten van de Visigoten leidden tot het inroepen van militaire hulp uit Noord-Afrika. Deze Moorse hulptroepen werden echter veroveraars. De historische inval van de Moren (Spaans: "Moros") in 711 via Tarifa en Gibraltar konden de Visigoten niet weerstaan. Zij waren te verdeeld en hadden geen steun bij de bevolking: ze werden zelf nog te veel als vreemde overheersers beschouwd. In het jaar 712 veroverden de Moren Catalonië en bereikten zij de Pyreneeën. De Moren vestigden het emiraat Córdoba, later kalifaat Córdoba.
De Moren waren tolerant en verdraagzaam. De toestand van de lagere volksklassen en van de Joden verbeterde. De ongelovigen werden niet verplicht tot de islam over te gaan en hadden vrijheid van religie. De christenen en de joden mochten hun eigen godsdienst behouden. Hun kerkklokken mochten zij echter niet luiden en zij moesten een speciale belasting betalen. Uiteindelijk bekeerden vele christenen en joden zich tot de islam.
Enkele jaren na 711, toen het schiereiland al voor een groot deel in handen van de Moren was, werden zij tegengehouden in de Slag bij Covadonga in het nieuw ontstane koninkrijk Asturië, dat een toevluchtsoord voor christenen was geworden. Dit wordt gezien als het begin van de Reconquista (="herovering"), wat nogal optimistisch gesproken is aangezien de christenen bijna geheel Iberië binnen tien jaar verloren aan de moslims, terwijl de uiteindelijke heroveringsstrijd pas in 1492 werd voltooid en dus zo'n 770 jaar duurde. In die strijd zouden de partijen bovendien jarenlang in gewapende en betaalde vrede (taksen) met elkaar leven en wisselende bondgenootschappen sluiten, en kan er dus niet gesproken worden van een verenigd 'christelijk front' tegen 'de moslims'; onderling voerden zij ook voortdurend oorlog.

#### Spaanse Mark
In het jaar 795 doet Karel de Grote een poging om Spanje aan zijn rijk toe te voegen. Aanvankelijk werd hij bij Roncesvalles verslagen. Uiteindelijk heeft Karel de Grote het Frankische Rijk tot de Spaanse Mark uit kunnen breiden, van waaruit hij steun gaf aan de christelijke staatjes in het noorden van Spanje.

#### Opdeling van Asturië
Na de dood van Alfons III van Asturië in 910, werd Asturië opgedeeld in drie koninkrijken, het Koninkrijk León, het Koninkrijk Galicië en het Koninkrijk Asturië. In 924 voegde Fruela II Asturië en Leon samen.

#### Kalifaat Córdoba
In de bijna 6½ eeuw, waarin Spanje onder Moors bewind heeft gestaan, is het land tot bloei gekomen. De Moren voerden de islam in en er ontwikkelde zich een Moors-Spaanse cultuur van het allerhoogste wereldniveau. Sevilla, Córdoba en Granada groeiden uit tot wereldsteden. Door een uitgekiend irrigatiesysteem bloeide de landbouw met landbouwproducten, door hen meegebracht uit Azië. Ze plantten olijfboomgaarden in het zuiden, dadelpalmen op Mallorca en sinaasappelen in de omgeving van Valencia. De bloeitijd van de Moren lag tussen 926 en 1030 onder heersers als kalief Abd al-Rahman III en Almansor, die als regent optrad voor kalief Hisham II. Onder het bewind van de zwakke Hisham II vergrootte de oorlogszuchtige stadhouder de macht van de staat, verwoestte Santiago de Compostella gedeeltelijk en drong de christenstaatjes in vele bloedige oorlogen terug. Hierna brak een machtsstrijd uit tussen Berbers en Arabieren.

### Hoge middeleeuwen

Het Iberisch Schiereiland in 1037. In groen de erfgenamen van het kalifaat, de islamitische taifa; in geel de christelijke vorstendommen voortgekomen uit Asturië en de Spaanse Mark.

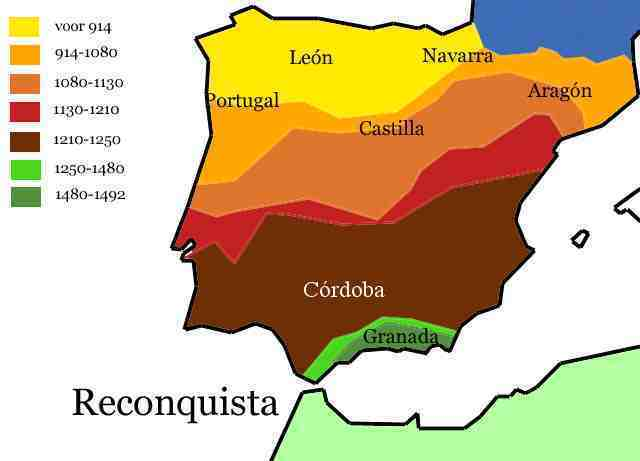
De inkrimping van het Moorse gebied gedurende de reconquista

Daarna viel het kalifaat Córdoba in 1031 uiteen in vele elkaar soms fel bestrijdende tawa'if. Van deze strijd konden de christelijke staten in het noorden gebruikmaken.
In 1037 verenigde Ferdinand I van León, León, Castilië en Navarra en nam de titel van Imperator totius Hispaniae. Aragón scheurde zich af. Na de dood van Ferdinand werd zijn rijk terug opgesplitst. Vanuit deze staten begon de Reconquista.
Toen Alfons VI van León in 1085  de Taifa Toledo veroverde, riepen de moren de hulp in van de Almoraviden, die prompt Zuid-Spanje controleerden. Hun leider Yusuf ibn Tashfin leverde bloedige gevechten met El Cid bij Valencia.
Zijn kleinzoon Alfons VII van León en Castilië had veel moeite om het rijk bijeen te houden. In 1139 verklaarde het koninkrijk Portugal zichzelf onafhankelijk.
In 1147 namen de Almohaden, een Berberse moslimdynastie, de macht van de Almoraviden in Zuid-Spanje over.
In 1212 werden de Almohaden verslagen in de Slag bij Las Navas de Tolosa. Na de dood van kalief Abu Mohammed Abdallah al-Adil ontstond onder de Almohaden een burgeroorlog, waarbij een van de partijen de hulp inriep van Ferdinand III van Castilië. Hij wist tussen 1228 en 1248 een groot deel van Zuid-Spanje te veroveren. Enkel het Emiraat Granada bleef over. Na die tijd was het met de bloeiperiode van het Moorse rijk gedaan en waren de Moren in het defensief.
In het noorden ontstonden verscheidene christelijke staten: Aragon, Navarra, León en Galicië, en later ook Castilië en Portugal. Door huwelijken werden deze staten verenigd, tot ten slotte de overgebleven twee, Castilië en Aragon.

### Late middeleeuwen
Zoals in de rest van Eurazië brak in Spanje de pest uit en werd het land ontwricht. De vader en de moeder van Peter I van Castilië bezweken aan de ziekte en er brak een burgeroorlog (1351-1369) uit. De Joden kregen de schuld voor alle onheil.

## Vroegmoderne tijd

### Dereyes católicos
Het huwelijk van Ferdinand II van Aragon met Isabella I van Castilië (1469) verenigde Spanje. De reconquista eindigde met de val van Granada op 2 januari 1492 t.g.v. de belegering door de Reyes Católicos. Deze datum wordt vaak beschouwd als de eigenlijke vereniging van Spanje. Kort hierna tekenden Ferdinand II en Isabella het zogenoemde Verdrijvingsedict, waarin alle Joden werden gedwongen zich te bekeren tot het christendom of het land, met achterlating van hun goud, zilver en geld, te verlaten. 1492 wordt wel het Cruciaal jaar genoemd.

### Spaanse Rijk en de conquistadores

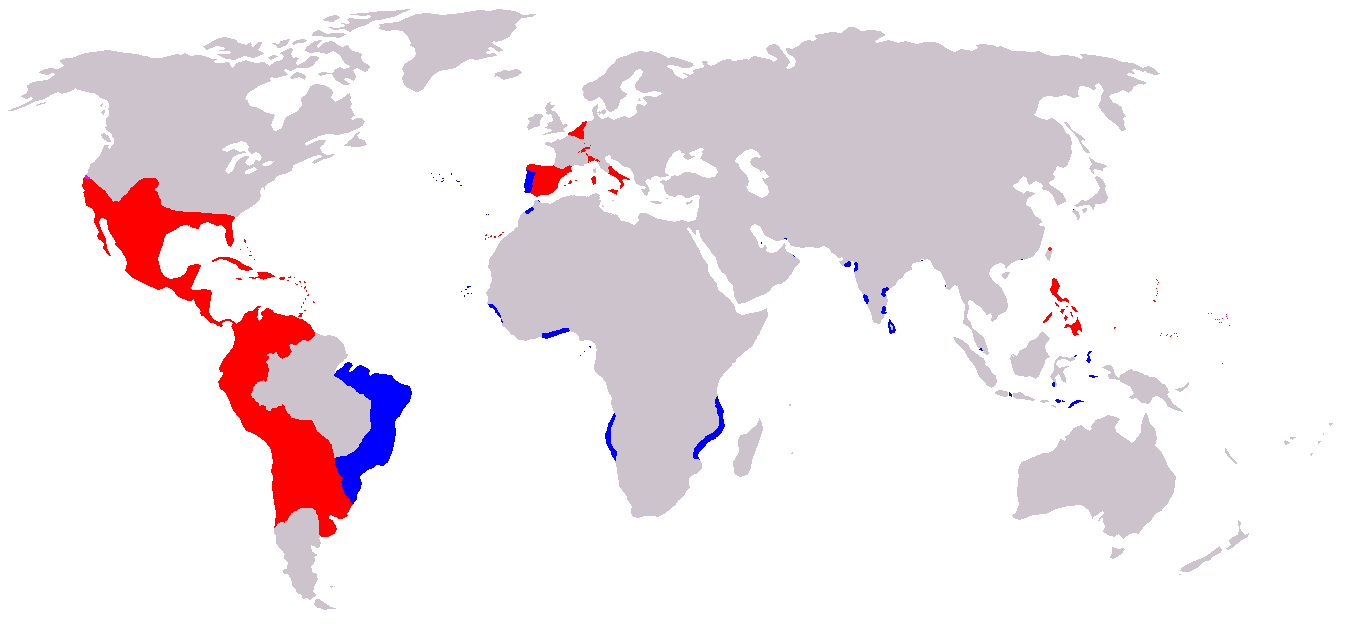
Het wereldrijk van Spanje en Portugal

Inmiddels had Spanje zich, in navolging van Portugal, op de ontdekkingsreizen gestort. De, oorspronkelijk uit Genua afkomstige, zeevaarder Christoffel Columbus ontdekte in Spaanse dienst Amerika. Door de vrede waren er talloze werkloze soldaten achtergebleven, die nu geen middel van bestaan meer hadden. Velen besloten zeevaarder of conquistador te worden. De ontdekkingsreizigers en zeevaarders hadden dan ook geen moeite manschappen te vinden. De succesvolle expedities van Cortés en Pizarro mondden uit in de verovering van het Azteekse en het Incarijk, en de stichting van het Spaanse wereldrijk. Hoewel de officiële lezing was dat in Mexico en Peru het christendom werd gepredikt, ging het toch in hoofdzaak om de grote hoeveelheden goud, zilver en andere kostbaarheden, die naar Spanje werden gebracht.
Spanje werd een wereldmacht onder de Habsburgers (1504-1700) en de Bourbons (1700-1868). Het Spaanse rijk strekte zich over de hele wereld uit.

### Habsburgse imperium
Door het huwelijk van Filips de Schone, zoon van Keizer Maximiliaan I van Habsburg, met Johanna van Castilië, kreeg hij met het Concordaat van Villafáfila in 1506, de titel van Filips I van Castilië en zodoende kwam Spanje met Keizer Karel in het huis Habsburg.
Karel I heerste over Duitsland, Bourgondië, de Nederlanden, Oostenrijk, Hongarije, Bohemen, Moravië, delen van Italië, de Filipijnen en het grootste deel van Midden- en Zuid-Amerika. Het Spaanse Rijk was halverwege de 16e eeuw de grootste politieke macht ter wereld, en Karel V noemde het dan ook het rijk waar de zon nooit ondergaat. Het Spaanse rijk was zowel te land als ter zee de leidende militaire macht.
Na het aftreden van Karel V in 1555/1556 werd het rijk gesplitst in een Spaans deel (Spanje, de Nederlanden, de Italiaanse gebieden en de overzeese koloniën) onder koning Filips II, en een Oostenrijks deel (Oostenrijk, Hongarije, Bohemen, Moravië, Silezië en het Rooms-Duitse keizerschap) onder keizer Ferdinand I. Filips was een groot verdediger van de contrareformatie met als speerpunten de Jezuïeten en de Spaanse Inquisitie. Door zijn huwelijksstrategie zal hij de omringende landen aan zich binden. Zijn huwelijk met Maria Emanuela van Portugal zal leiden tot de Iberische Unie. Hij huwde met Maria Tudor, koningin van Engeland, hij trouwde met Elisabeth van Valois, dochter van Hendrik II van Frankrijk en Catharina de' Medici en vergat zijn eigen stamboom niet, door te huwen met Anna van Oostenrijk. Op economisch vlak kwam het mercantilisme op volle gang. Op cultureel vlak bloeide het maniërisme.
Niettemin bracht dit tal van oorlogen met zich mee. Met het Ottomaanse Rijk streden ze om de suprematie over de Middellandse Zee. De Nederlanden maakten zich los wegens godsdiensttwisten en de centralisatie waar zij het niet mee eens waren in de Tachtigjarige Oorlog. De Republiek der Zeven Verenigde Nederlanden was vanaf 1588 de facto onafhankelijk, en ontwikkelde zich op handels-, zeevaart- en koloniaal gebied al snel tot een concurrent. Toen de Republiek hulp vroeg aan Engeland, brak de Spaans-Engelse Oorlog uit. Spanje kon de strijd om de (handels-)macht ter zee niet volhouden, vanwege het gebrek aan innovatie. De Spaanse overzeese koloniën waren namelijk een zaak van de overheid, terwijl de Engelsen en de Republiek van de handel met andere werelddelen een private zaak hadden gemaakt. Volgens een flink aantal historici was Spanje in te veel conflicten verzeild geraakt, het zogeheten 'imperial overstretch'. De vele oorlogen brachten Spanje aan de rand van de financiële afgrond. Het geld uit Amerika was hiervoor niet voldoende; dit maakte slechts 10 % van de Spaanse begroting uit. Onder Filips II ging de Spaanse staat dan ook maar liefst driemaal failliet. Dit leidde tot moeilijk op te brengen belastingen voor de bevolking.
Filips II stierf op 13 september 1598, hij werd opgevolgd door zijn zoon Filips III (1598-1621). Hij sloot vrede met de Republiek der Zeven Verenigde Nederlanden, de Engelsen en de Fransen.

### Van Habsburg naar Bourbon
In 1621 stierf Filips III, hij werd opgevolgd door zijn zoon Filips IV.
Wat begon als een oorlog tussen contra-reformaten tegen reformanten zal uitmonden in een oorlog tussen de Spaanse Habsburgers en de Bourbons (1635-1659), die zal eindigen in een eerste fase met de Vrede van de Pyreneeën, waarbij Lodewijk XIV van Frankrijk huwde met Maria Theresia van Spanje.
In 1640 wist Portugal zich met steun van Frankrijk weer los te maken van Spanje.
In 1700 stierf Karel II van Spanje kinderloos, hetgeen een einde betekende van het Habsburgse koningshuis in Spanje.  Deze situatie zorgde onder de Europese koningshuizen voor veel beroering, waar de Spaanse Successieoorlog het gevolg van was.
Van 1701 tot 1714 woedde de Spaanse Successieoorlog. Tijdens deze oorlog in 1704 bezetten de Engelsen Gibraltar. Deze oorlog werd beslecht met de Vrede van Utrecht (1713) en resulteerde in een gecentraliseerde staat met aan het hoofd het huis van Bourbon, onder Filips V.

## Bourbons

### Eerste monarchie
Spanje was nog niet uitgeteld. Filips V tweede huwelijk was met de competente Elisabetta Farnese. Haar ambitie was de Spaanse bezittingen in Italië terug te winnen. In 1717 viel Spanje het Koninkrijk Sardinië en later het Koninkrijk Sicilië binnen, het begin van de Oorlog van de Quadruple Alliantie. Hierbij kreeg zij gedaan dat het Hertogdom Parma en Piacenza, indien de mannelijke lijn van de Farneses zou uitsterven, wat in 1731 gebeurde, in Spaanse handen zou komen. Spanje deed ook mee aan de Poolse Successieoorlog en de Oostenrijkse Successieoorlog, waarbij de ambities van Elisabetta zo goed als werden verwezenlijkt.
Ferdinand VI en Karel III voerden vele positieve hervormingen door in het land en probeerden op internationaal vlak de neutraliteit te bewaren. Het Familiaal Verbond met Frankrijk zal het imperium meesleuren in een wereldwijde oorlog met het Britse Rijk, hetgeen geen goede gevolgen had voor het land.
Karel IV at uit de hand van zijn vrouw Maria Louisa van Parma en haar geliefde, eerste minister Manuel de Godoy.

### Bonapartes
Na de onthoofding van Lodewijk XVI van Frankrijk sloot Spanje zich aan bij de Eerste Coalitieoorlog tegen het revolutionaire Frankrijk, wat volgde is de Pyreneeënoorlog. Na de nederlaag verbond Spanje zich met het Franse Directoire en verklaarde de oorlog aan Engeland. Spanje bleef bondgenoot van Napoleon Bonaparte.
Toen in 1808 vader en zoon begonnen te ruziën, zette Napoleon de Bourbons af en plaatste zijn broer Jozef Bonaparte op de troon. Op 2 mei 1808 vaardigde de burgemeester van Móstoles, Andrés Torrejón, een officieel bevel uit, om de Spaanse koning Ferdinand VII te helpen, die door Napoleon werd vastgehouden. Een praktisch algemene volksopstand tegen de Fransen was het gevolg. Dit resulteerde in een jarenlange guerrillaoorlog, die in Spanje nog steeds bekendstaat als de Guerra de Independencia (Spaanse Onafhankelijkheidsoorlog). Het begon allemaal toen generaal Junot 27.000 onervaren soldaten kreeg om de regering van Lissabon aan te pakken. Portugal voerde namelijk handel met Engeland, een overtreding van Napoleons Continentale Stelsel. Na hevige gevechten door heel Spanje werden de Franse troepen in 1813 uiteindelijk door Arthur Wellesley, hertog van Wellington, uit Spanje verdreven.
Door de voorafgaande periode van oorlog en chaos in het moederland kon de Spaanse overheid zich niet meer op de ordehandhaving en het strak onder controle houden van het koloniale rijk richten. Hiervan maakten verschillende Latijns-Amerikaanse gouverneurs van de Spaanse regering handig gebruik om hun gebied onafhankelijk te verklaren. Vooral de Zuid-Amerikaanse vrijheidsstrijder Simon Bolivar, geïnspireerd o.a. door de Amerikaanse Onafhankelijkheidsoorlog die de Verenigde Staten in het leven had geroepen, kreeg de wind in de zeilen. Door deze ontwikkelingen waarin het in chaos gestorte moederland weinig kon uitrichten, raakte Spanje de militaire macht over zijn koloniën kwijt, waardoor heel Midden- en Zuid-Amerika in opstand kwam. Uiteindelijk raakte Spanje vrijwel zijn hele koloniale rijk kwijt.

### Tweede monarchie
Ferdinand VII  werd koning en beloofde de grondwet van 1812 te erkennen, maar al snel regeerde hij als een absoluut monarch.  Een opstand in januari 1820 dwong hem echter de liberale grondwet opnieuw te in te voeren. Pas na gewapend ingrijpen door Frankrijk in 1823 kon hij zijn absolute macht herstellen. Net voor zijn dood wijzigde hij de grondwet in die zin, dat in de toekomst ook vrouwen, monarch konden worden.

### Carlistenoorlogen
Zijn broer Don Carlos legde zich bij dit besluit niet neer en weigerde de dochter van Ferdinand, Isabella II van Spanje te erkennen als nieuwe vorstin, dit leidde tot de Eerste Carlistenoorlog. Een Tweede Carlistenoorlog brak uit toen men een huwelijk probeerde te forceren tussen Isabella en de zoon van Don Carlos, Carlos Luis de Borbón. Na de dood van eerste minister Narváez brak de Spaanse revolutie van 1868 uit, het begin wat men in Spanje de Sexenio Democrático, zes jaar van democratie noemt. Isabella II vluchtte naar Frankrijk, deed troonafstand in 1870 en werd opgevolgd door Amadeus Ferdinand Maria van Savoye. Na twee en een half chaotische jaren trad hij af en werd de Eerste Spaanse Republiek in 1873 uitgeroepen. Intussen had een andere troonpretendent, ook Carlos genaamd, een oorlog ontketend, de Derde Carlistenoorlog.

### Derde monarchie
Aan de Carlistische zegetocht kwam een einde na de installatie van Isabella's zoon Alfons XII op de troon in 1874. De Spaanse staatsman Antonio Cánovas del Castillo wist het evenwicht met bekwaamheid te handhaven. Zijn zoon Alfons XIII was vanaf zijn geboorte tot 1931 de koning van Spanje. Tot zijn zestiende was zijn moeder, Maria Christina, koningin-regentes voor haar vroeg gestorven man.
De moord op eerste minister Antonio Cánovas del Castillo in 1897 leidde tot verstoring van het evenwicht. Zijn beleid van onderdrukking en politieke manipulatie waren de hoeksteen van zijn regering. Terwijl de Europese landen de wereld, Afrika, Azië en Oceanië onder elkaar verdeelden, hield het Spaanse Rijk op te bestaan. Begin negentiende eeuw had Spanje al een groot deel van Latijns-Amerika verloren. Het onhandig optreden van Spanje tijdens de Cubaanse Onafhankelijkheidsoorlog leidde tot een Amerikaanse interventie. Met de Vrede van Parijs (1898) verspeelde Spanje de Filipijnen, Puerto Rico en Guam en Cuba werd onafhankelijk.
De smadelijke nederlaag van Spanje tijdens deze oorlog, waarin het vele duizenden doden betreurde, was van grote invloed op de sociale en politieke situatie van het land. Het zette kunstenaars aan te zoeken naar nieuwe zingeving en idealen. Deze periode werd ook de Generatie van '98 genoemd.
Dit was het begin een lange periode van politieke instabiliteit, die uiteindelijk leidde tot de ineenstorting van de monarchie en de ontbinding van de grondwet die Cánovas schreef. De eerste twee decennia van de twintigste eeuw werden het toneel voor arbeidsonrust, met als dieptepunt de Tragische week van 1909.
In de Eerste Wereldoorlog was Spanje neutraal. De armoede onder de boeren en het groeiende stadsproletariaat nam hand over hand toe en hierdoor werd ook in Spanje, zoals in de rest van Europa, het socialisme populair onder de arbeiders en boeren.  In 1919 kwam het in Barcelona tot een hevige strijd tussen militairen en het burgerlijk gezag. De republikeinse beweging nam nog in kracht toe door opstanden in Valencia en Santander. De verkiezingen in 1923 leverden een overwinning op voor de socialisten. Als reactie op de socialistische invloed begon generaal Miguel Primo de Rivera een staatsgreep in Barcelona. Met de hulp van een militaire dictatuur en met de goedkeuring van koning Alfons XIII stelde hij zich aan het hoofd van de regering, waarbij hij als dictator regeerde. In 1930 moest Primo de Rivera ontslag nemen. De toestand bleef gespannen. Toen koning Alfonso XIII de grondwet in 1931 weer had hersteld en de gemeenteraadsverkiezingen werden gehouden, vielen deze dermate republikeins uit, dat de koning, nog voor de stemmen allemaal geteld waren, het land verliet.

### Spanje onder Franco
In 1931 werd in Spanje de Tweede Spaanse Republiek uitgeroepen, nadat koning Alfons XIII gedwongen werd af te treden. De problemen waarmee de regering werd geconfronteerd waren o.a. de positie van de kerk, het grootgrondbezit en het feit dat Catalonië en Baskenland autonomie wilden. De regering kon deze problemen maar ten dele aan, hetgeen mede tot gevolg had, dat linkse en rechtse regeringen elkaar afwisselden. Het volk was rumoerig en politieke moorden waren aan de orde van de dag. In 1934 braken in Catalonië en Asturië opstanden uit, die onder leiding van de toen nog onbekende officier Francisco Franco bloedig werden onderdrukt. Voortdurende politieke instabiliteit leidde uiteindelijk tot de Spaanse Burgeroorlog (1936-1939). Op 17 juli 1936 begon de Spaans-Marokkaanse opstand, een generaalsopstand tegen de wettige regering, die weldra naar Spanje oversloeg. De burgeroorlog begon als een nationalistische opstand tegen de wettige republikeinse regering, maar was, met alle buitenlandse bemoeienissen, feitelijk een conflict tussen de democratie en het franquisme, een variant op het Italiaanse fascisme. Aanvankelijk steunden de opstandige generaals hoofdzakelijk op de 18.000 man sterke Marokkaanse troepen en de 40.000 carlisten. Generaal Franco, leider van de nationalisten, kreeg steun van Duitsland en Italië, terwijl de regering op beperkte schaal werd geholpen door de toenmalige Sovjet-Unie en de vele buitenlandse internationale brigades (Fransen, Belgen, Britten, Amerikanen en anderen). De nationalisten overwonnen, en generaal Franco bleef als dictator aan de macht tot zijn dood in 1975. Hij liet zich "Caudillo de España por la Gracia de Dios" (Leider van Spanje bij de Gratie Gods) noemen. In tegenstelling tot wat velen verwachtten, en de asmogendheden zelfs hoopten, weigerde Franco zijn land bij de Tweede Wereldoorlog te betrekken. In de beginfase steunde hij de As verbaal, verklaarde zich "non-belligerent", maar stuurde wel de Blauwe divisie, bestaande uit vrijwilligers, naar het oostfront om nazi-Duitsland bij te staan tegen de Sovjet-Unie. Later trok hij deze terug en verklaarde zich neutraal.
Door de fascistische sympathieën van Franco geraakte Spanje na de Tweede Wereldoorlog in een economisch en politiek isolement en de economie stagneerde voor lange tijd, behalve de opkomende toeristenindustrie. Franco bepaalde dat na zijn dood de monarchie hersteld moest worden en liet in 1969 Juan Carlos de Bourbon als toekomstig koning beëdigen.

### Huidige monarchie

#### Juan Carlos
In de nadagen van Franco begon de Spaanse economie, aanvankelijk aarzelend, op te krabbelen, onder andere door het massatoerisme. Het bedrijfsleven verlangde naar hervormingen om aansluiting bij Europa te krijgen. Het vond een bondgenoot in Juan Carlos, de aangewezen opvolger van Franco.
Na de dood van Franco werd Juan Carlos I, de kleinzoon van Alfons XIII, de nieuwe koning. Mede door zijn toedoen kwam in 1978 een democratische grondwet tot stand. Deze periode verloopt vredig en wordt de Transición, 'overgang' genoemd. Langzaam maar zeker wordt een democratiseringsproces op gang gebracht. Na een referendum op 6 december 1978 werd de nieuwe democratische grondwet goedgekeurd. Die was een compromis tussen de aanhangers van een sterke centrale staat, zoals onder Franco, maar dan democratisch, en de voorstanders van een gedecentraliseerde staat met meer autonomie voor de regio's, vooral vanuit het Baskenland, Catalonië en Galicië was het verlangen naar grotere autonomie groot.  Op 23 februari 1981 mislukte een staatsgreep van Antonio Tejero. In 1982 werd de staat, in toepassing van de grondwet gedecentraliseerd en werden 17 autonome regio's en twee autonome steden opgericht. In 1986 trad Spanje toe tot de Europese Gemeenschap, zodat het vanaf 1993 van de vrije markt kon profiteren.
Op 11 maart 2004 werd Spanje opgeschrikt door een aantal aanslagen op forensentreinen in Madrid. Er vielen 191 slachtoffers. De aanslagen waren vermoedelijk gepleegd door Al Qaida, vanwege de Spaanse militaire aanwezigheid in Irak. Premier Aznar legde de schuld in eerste instantie bij de Baskische terreurbeweging ETA. Dit werd hem niet in dank afgenomen, en zijn partij werd weggestemd ten gunste van de sociaaldemocraat Zapatero. Deze kondigde een verandering van beleid aan, en trok de troepen terug uit Irak.
Zapatero zou tijdens de achtste en de negende legislatuur aan de macht blijven. Tijdens zijn tweede termijn slaat de crisis hard toe. De reactie van Zapatero's regering hierop wordt als onvoldoende ervaren. Aan het einde van zijn regeerperiode stijgt de werkloosheid in het land boven de 20% uit. In de verkiezingen van 2011 wordt zijn partij hard afgestraft, ten gunste van de conservatieve PP van Mariano Rajoy. Zapatero en zijn opvolger Rajoy kregen ook te kampen met het toenemende onafhankelijkheidsstreven van Catalonië dat zich vanaf het begin van de 20ste eeuw tot een brede volksbeweging, over de partijen heen, ontwikkelde. Dit kristalliseerde uit in een massabetoging op 11 september 2012 en een mensenketting, de Via Catalana in 2013, en uiteindelijk in een onafhankelijkheidsreferendum op 1 oktober 2017. Hoewel dat referendum verboden was door het Constitutioneel Hof, wordt het toch georganiseerd, terwijl honderden politie-agenten vanuit heel Spanje naar de regio worden gestuurd om dit te stoppen. Beelden van politiegeweld bij stembureaus gaan de hele wereld over en hoewel de internationale gemeenschap de rangen sluit achter Rajoy, loopt zijn imago in het buitenland behoorlijke schade op.
Vanaf 2011 komen steeds meer corruptieschandalen aan het licht, binnen de rangen van een groot aantal bedrijven en de belangrijkste politieke partijen. De regering van Rajoy valt in 2018, als zijn partij, de PP veroordeeld wordt in verband met een van de grootste van deze schandalen. Er zijn in eerste instantie geen nieuwe verkiezingen, Pedro Sánchez van de socialistische PSOE neemt met een minderheidsregering het stokje over en zet de twaalfde legislatuur voort.

#### Felipe VI
Na veel gezondheidsproblemen en omdat hij en de monarchie in opspraak waren geraakt in verband met een aantal schandalen, trad koning Juan Carlos in 2014 af ten voordele van zijn zoon Felipe VI.
Geschiedenis van:
Albanië · Andorra · Azerbeidzjan · België (Vlaanderen, Wallonië) · Bosnië en Herzegovina · Bulgarije · Denemarken · Duitsland · Estland · Faeröer · Finland · Frankrijk (Bretagne, Corsica) · Georgië · Griekenland · Hongarije · Ierland · Italië (Sicilië) · Kosovo · Kroatië · Letland · Liechtenstein · Litouwen · Luxemburg · Malta · Moldavië · Monaco · Montenegro · Nederland · Noord-Macedonië · Noorwegen · Oekraïne · Oostenrijk · Polen · Portugal · Roemenië · Rusland (Tsjetsjenië) · San Marino · Servië · Slovenië · Slowakije · Spanje (Catalonië, Galicië) · Tsjechië · Turkije · Vaticaanstad · Verenigd Koninkrijk (Engeland, Schotland, Wales, Noord-Ierland) · Wit-Rusland · IJsland · Zweden · Zwitserland
Balkan · Britse Eilanden · Kaukasus · Lage Landen · Oost-Europa · Scandinavië